# Гросслибенталь (метеорит)
Гросслибенталь (англ. Grossliebenthal) — каменный метеорит-хондрит весом 7,6 кг, упавший на территорию Российской империи в Одесской области 19 ноября 1881 года. Синонимы: Херсон (англ. Cherson, Kherson); Одесса (англ. Odessa).